# Fried Dezső
Fried Dezső (Vágegyháza, 1895. november 11. – Madrid, 1936. október 28.) pártmunkás, katonatiszt.

## Élete
18 éves korában belépett a Magyarországi Szociáldemokrata Pártba, majd harcolt az első világháborúban, mely során 1915-ben orosz hadifogságba esett. 1917-től Sztretenszkben szervezkedett a hadifoglyok közt, a következő évben pedig belépett az OK(b)P-be. 1918 tavaszán küldött volt az internacionalista hadifoglyok irkutszki kongresszusán, ahol a Szibériai Külföldi Munkások Kommunista Pártja Vezetőségi Bizottsága tagja lett. Bajkálon flottaparancsnok volt, majd a Bajkálin túli fronton parancsnokhelyettes. 1918 augusztusában partizánként harcolt, ám a japán hadsereg fogságába esett, és koncentrációs táborba zárták, ahonnan sikerült megszöknie, 1921-ben már ismételten internacionalista csapatokat szervezett. A polgárháborút követően a Komintern munkatársa volt, a Vörös Hadsereg tisztje. Részt vett a spanyol polgárháborúban, Madrid védelme alatt esett el.